# Scacchi (videogioco 2002)

Icona di Scacchi

Scacchi (fino a OS X Lion chiamato Chess) è un client per il gioco degli scacchi per macOS, introdotto in Mac OS X 10.2 nel 2002. L'applicazione è fornita gratuitamente con macOS e il codice sorgente è disponibile sul sito web di Apple attraverso una licenza di software libero.

## Modalità di gioco
Scacchi permette di visualizzare la scacchiera in 3D orientabile e scegliere tra vari tipi di estetica dei pezzi e della scacchiera. Supporta la dichiarazione delle mosse con il parlato, sia come comandi del giocatore sia come descrizione di quelle del computer. L'abilità del computer si può regolare in modo graduale tra maggior velocità o maggior difficoltà, ma comunque non è un avversario molto capace ed è più adatto a giocatori principianti.
Scacchi introduce varie varianti scacchistiche come Crazyhouse e Vinciperdi.

## Sviluppo
L'applicazione nacque a seguito di un fork da glChess, un client per scacchi in OpenGL nato circa un paio di anni prima, nel 2000.
Il motore scacchistico consiste in una vecchia versione open source di Sjeng, eseguita in un processo separato. Il motore è utilizzato attraverso un'interfaccia utente realizzata con Cocoa.